# باربارا سرا
باربارا سرا (انگلیسی: Barbara Serra؛ زادهٔ ۱۹ اوت ۱۹۷۴) گوینده اخبار، و روزنامه‌نگار اهل ایتالیا است. وی در حال حاضر در شبکه اسکای نیوز انگلیسی فعالیت دارد.